# Stegania commutata
Stegania commutata là một loài bướm đêm trong họ Geometridae.